# Brachystelma brevipedicellatum
Brachystelma brevipedicellatum är en oleanderväxtart som beskrevs av William Bertram Turrill. Brachystelma brevipedicellatum ingår i släktet Brachystelma och familjen oleanderväxter. Inga underarter finns listade i Catalogue of Life.